# Baltic Open 2019
Il Baltic Open 2019 è stato un torneo femminile di tennis giocato sulla terra rossa. È stata la prima edizione del torneo che fa parte della categoria International nell'ambito del WTA Tour 2019. Si è giocato al National Tennis Centre Lielupe di Jūrmala, in Lettonia, dal 22 al 28 luglio 2019.

## Partecipanti

### Teste di serie
| Nazionalità | Giocatrice           | Ranking* | Testa di serie |
| ----------- | -------------------- | -------- | -------------- |
| Lettonia    | Anastasija Sevastova | 11       | 1              |
| Francia     | Caroline Garcia      | 22       | 2              |
| Rep. Ceca   | Kateřina Siniaková   | 40       | 3              |
| Bielorussia | Aljaksandra Sasnovič | 42       | 4              |
| Russia      | Margarita Gasparjan  | 59       | 5              |
| Russia      | Anastasija Potapova  | 69       | 6              |
| Germania    | Tatjana Maria        | 70       | 7              |
| Lettonia    | Jeļena Ostapenko     | 79       | 8              |

* Ranking al 15 luglio 2019.

### Altre partecipanti
Le seguenti giocatrici hanno ricevuto una wild card per il tabellone principale:
- Jana Fett
- Diāna Marcinkēviča
- Kamilla Rachimova

La seguente giocatrice è entrata in tabellone con il ranking protetto:
- Patricia Maria Țig

Le seguenti giocatrici sono passate dalle qualificazioni:

- Başak Eraydın
- Barbara Haas
- Valentina Ivachnenko
- Katarzyna Kawa
- Paula Ormaechea
- Nina Stojanović

### Ritiri
Prima del torneo
- Vitalia Diatchenko → sostituita da  Chloé Paquet
- Ivana Jorović → sostituita da  Han Xinyun
- Kaja Juvan → sostituita da  Ankita Raina
- Kaia Kanepi → sostituita da  Anhelina Kalinina
- Dar'ja Kasatkina → sostituita da  Varvara Flink
- Veronika Kudermetova → sostituita da  Kristína Kučová
- Kateryna Kozlova → sostituita da  Patricia Maria Tig
- Vera Lapko → sostituita da  Elena Rybakina
- Julija Putinceva → sostituita da  Ana Bogdan
- Evgenija Rodina → sostituita da  Kristýna Plíšková
- Alison Van Uytvanck → sostituita da  Ysaline Bonaventure

Durante il torneo
- Margarita Gasparjan
- Kristína Kučová

## Punti e montepremi
| Torneo    | Torneo              | V      | F      | SF    | QF    | 2T    | 1T    | Q  | Q2  | Q1  |
| Singolare | Punti               | 280    | 180    | 110   | 60    | 30    | 1     | 18 | 12  | 1   |
| Singolare | Premi in denaro (€) | 34.677 | 17.258 | 9.274 | 4.980 | 2.742 | 1.694 | –  | 823 | 484 |
| Doppio    | Punti               | 280    | 180    | 110   | 60    | –     | 1     | –  | –   | –   |
| Doppio    | Premi in denaro (€) | 9.919  | 5.161  | 2.770 | 1.468 | –     | 774   | –  | –   | –   |

## Campionesse

### Singolare
Anastasija Sevastova ha sconfitto in finale  Katarzyna Kawa con il punteggio di 3-6, 7-5, 6-4.
- È il quarto titolo in carriera per Sevastova, primo della stagione.

### Doppio
Sharon Fichman /  Nina Stojanović hanno sconfitto  Jeļena Ostapenko /  Galina Voskoboeva con il punteggio di 2-6, 7-6(1), [10-6].